# ブランドン・ウッドラフ
ブランドン・カイル・ウッドラフ（Brandon Kyle Woodruff, 1993年2月10日 - ）は、アメリカ合衆国ミシシッピ州テューペロ出身のプロ野球選手（投手）。右投左打。MLBのミルウォーキー・ブルワーズ所属。

## 経歴

### プロ入り前
2011年のMLBドラフト5巡目（全体174位）でテキサス・レンジャーズから指名されたが、契約せずにミシシッピ州立大学へ進学した。

### プロ入りとブルワーズ時代
2014年のMLBドラフト11巡目（全体326位）でミルウォーキー・ブルワーズから指名され、プロ入り。契約後、傘下のパイオニアリーグのルーキー級ヘレナ・ブルワーズでプロデビュー。14試合（先発8試合）に登板して1勝2敗、防御率3.28、37奪三振を記録した。
2015年はA+級ブレバード・カウンティ・マナティーズでプレーし、21試合（先発19試合）に登板して4勝7敗、防御率3.45、71奪三振を記録した。
2016年はA+級ブレバード・カウンティとAA級ビロクシ・シャッカーズでプレーし、2球団合計で28試合に先発登板して14勝9敗、防御率2.68、173奪三振を記録した。
2017年は開幕からAAA級コロラドスプリングス・スカイソックスでプレーした。6月13日にメジャー契約を結んでアクティブ・ロースター入りした。だが、ウォームアップ中に故障したため、メジャーデビューは8月4日のタンパベイ・レイズ戦までずれ込んだ。そのデビュー戦では先発登板して6.1回を無失点に抑え、初登板初勝利を挙げた。活躍を見せていたが8月20日にマイナー降格。9月1日に再昇格してからはしばしば炎上することもあり、最終的に8試合の先発登板で2勝3敗、防御率4.81だった。
2018年はメジャーとマイナーを行き来し、リリーフとして起用されることも多くなった。最終成績は19試合（先発4試合）に登板して3勝0敗、防御率3.61だった。ポストシーズンでもオープナーやリリーフとして登板した。ロサンゼルス・ドジャースとのNLCS第1戦では3回表から2番手として登板すると、その裏にクレイトン・カーショウから本塁打を放ち、白星を挙げた。リリーフ投手が本塁打を打つのは史上3人目、カーショウが左投手から本塁打を打たれたのは初のことだった。チームはこのシリーズで敗退したが、自身はポストシーズン全体で4試合（12.1回）登板して防御率1.46の好成績を残した。
2019年は先発復帰。5月に5試合に先発登板し4勝0敗、防御率1.36を記録するなどしてオールスターゲームに代替選出され、登板も果たした。しかし左腹斜筋を痛めて7月22日に故障者リスト入りし、以後レギュラーシーズンでの登板はなかった。ポストシーズンのワシントン・ナショナルズとのワイルドカードゲームに先発登板し、4回を1失点でリードを保って降板するも、後続が打たれてチームは敗れた。
2020年は新型コロナウイルスの影響で60試合制となる中で、自身初となる開幕投手に選出された。最終的にリーグ最多の13試合に先発登板し3勝5敗、防御率3.05という成績を残した。
2021年4月1日のツインズとの開幕戦で2年連続2度目の開幕投手を務めた。7月4日に選手間投票で通算2度目となるオールスターゲームに選出されたが、辞退している。
2022年は27試合に先発登板し、3年ぶりの2桁勝利となる13勝4敗、防御率3.05を記録した。
2023年は開幕からローテーションに加わったが、早くも右肩を負傷。4月11日に故障者リスト入りし、4カ月離脱。8月6日のピッツバーグ・パイレーツ戦で復帰した。11試合に先発登板し5勝1敗、防御率2.28という成績であった。10月13日に右肩前関節包の修復手術を受け、2024年シーズンの大半を欠場すると発表された。オフの11月17日にノンテンダーFAとなった。
2024年2月22日にブルワーズと2年総額750万ドルで再契約した。2026年の契約はチームオプションとなり、バイアウトの際は1000万ドルが支払われる。この年は前年の手術の影響で登板がなかった。

## 選手としての特徴
| 球種           | 割合 | 平均球速 | 平均球速 | 最高球速 | 最高球速 |
| 球種           | %    | mph      | km/h     | mph      | km/h     |
| フォーシーム   | 33.7 | 96.5     | 155.3    | 99.1     | 159.5    |
| シンカー       | 26.7 | 96.2     | 154.8    | 99.2     | 159.6    |
| カーブ         | 16.7 | 83.8     | 134.9    | 87.8     | 141.3    |
| チェンジアップ | 14.2 | 86.5     | 139.2    | 89.9     | 144.7    |
| スライダー     | 8.7  | 86.4     | 139      | 89.8     | 144.5    |

速球（フォーシーム・シンカー）が投球の約6割を占め、変化球は、カーブやスライダー、チェンジアップを使う。速球の最速は100mph（約160.9km/h）。

## 詳細情報

### 年度別投手成績
| 年 度    | 球 団    | 登 板 | 先 発 | 完 投 | 完 封 | 無 四 球 | 勝 利 | 敗 戦 | セ 丨 ブ | ホ 丨 ル ド | 勝 率 | 打 者 | 投 球 回 | 被 安 打 | 被 本 塁 打 | 与 四 球 | 敬 遠 | 与 死 球 | 奪 三 振 | 暴 投 | ボ 丨 ク | 失 点 | 自 責 点 | 防 御 率 | W H I P |
| -------- | -------- | ----- | ----- | ----- | ----- | -------- | ----- | ----- | -------- | ----------- | ----- | ----- | -------- | -------- | ----------- | -------- | ----- | -------- | -------- | ----- | -------- | ----- | -------- | -------- | ------- |
| 2017     | MIL      | 8     | 8     | 0     | 0     | 0        | 2     | 3     | 0        | 0           | .400  | 184   | 43.0     | 43       | 5           | 14       | 1     | 3        | 32       | 0     | 0        | 23    | 23       | 4.81     | 1.33    |
| 2018     | MIL      | 19    | 4     | 0     | 0     | 0        | 3     | 0     | 1        | 2           | 1.000 | 176   | 42.1     | 36       | 4           | 14       | 0     | 2        | 47       | 1     | 0        | 18    | 17       | 3.61     | 1.18    |
| 2019     | MIL      | 22    | 22    | 0     | 0     | 0        | 11    | 3     | 0        | 0           | .786  | 493   | 121.2    | 109      | 12          | 30       | 0     | 5        | 143      | 1     | 1        | 49    | 49       | 3.62     | 1.14    |
| 2020     | MIL      | 13    | 13    | 1     | 0     | 1        | 3     | 5     | 0        | 0           | .375  | 293   | 73.2     | 55       | 9           | 18       | 0     | 4        | 91       | 1     | 0        | 26    | 25       | 3.05     | 0.99    |
| 2021     | MIL      | 30    | 30    | 0     | 0     | 0        | 9     | 10    | 0        | 0           | .474  | 708   | 179.1    | 130      | 18          | 43       | 0     | 7        | 211      | 2     | 0        | 54    | 51       | 2.56     | 0.96    |
| 2022     | MIL      | 27    | 27    | 0     | 0     | 0        | 13    | 4     | 0        | 0           | .765  | 620   | 153.1    | 122      | 18          | 42       | 0     | 5        | 190      | 2     | 0        | 56    | 52       | 3.05     | 1.07    |
| 2023     | MIL      | 11    | 11    | 1     | 1     | 0        | 5     | 1     | 0        | 0           | .833  | 253   | 67.0     | 40       | 9           | 15       | 0     | 3        | 74       | 0     | 0        | 17    | 17       | 2.28     | 0.82    |
| MLB：7年 | MLB：7年 | 130   | 115   | 2     | 1     | 1        | 46    | 26    | 1        | 2           | .639  | 2727  | 680.1    | 535      | 75          | 176      | 1     | 29       | 788      | 7     | 1        | 243   | 234      | 3.10     | 1.05    |

- 2024年度シーズン終了時
- 各年度の太字はリーグ最高

### 年度別守備成績
| 年 度 | 球 団 | 投手（P） | 投手（P） | 投手（P） | 投手（P） | 投手（P） | 投手（P） |
| 年 度 | 球 団 | 試 合     | 刺 殺     | 補 殺     | 失 策     | 併 殺     | 守 備 率  |
| ----- | ----- | --------- | --------- | --------- | --------- | --------- | --------- |
| 2017  | MIL   | 8         | 4         | 9         | 0         | 0         | 1.000     |
| 2018  | MIL   | 19        | 4         | 5         | 1         | 1         | .900      |
| 2019  | MIL   | 22        | 7         | 8         | 0         | 1         | 1.000     |
| 2020  | MIL   | 13        | 0         | 10        | 0         | 0         | 1.000     |
| 2021  | MIL   | 30        | 10        | 19        | 2         | 2         | .935      |
| 2022  | MIL   | 27        | 8         | 13        | 0         | 1         | 1.000     |
| 2023  | MIL   | 11        | 4         | 3         | 0         | 1         | 1.000     |
| MLB   | MLB   | 130       | 37        | 67        | 3         | 6         | .972      |

- 2024年度シーズン終了時
- 各年度の太字はリーグ最高

### 表彰
- プレイヤー・オブ・ザ・ウィーク：1回（2021年5月24日 - 30日）

### 記録
- MLBオールスターゲーム選出：2回（2019年、2021年）

### 背番号
- 53（2017年 - 2023年、2025年 - ）